# Consuelo Rodríguez Píriz
Consuelo Rodríguez Píriz (Olivenza, 1960 - Badajoz, 22 de febrero de 2021) fue una política española que perteneció al Partido Popular. En el momento de su fallecimiento era diputada en la Asamblea de Extremadura.

## Biografía

### Carrera
Rodríguez Píriz nació en Olivenza en 1960. Se licenció en psicología en la Universidad de Granada y más adelante cursó un diplomado en Audición y Lenguaje en la Universidad de Extremadura. En 1999 se convirtió en concejala del Ayuntamiento de Badajoz, cargo que ofició durante varias legislaturas hasta el año 2011.
En las Elecciones a la Asamblea de Extremadura de 2011 fue elegida como diputada de la Asamblea de Extremadura en representación del Partido Popular, cargo que ejerció hasta la fecha de su fallecimiento. Entre 2011 y 2015, durante la VII Legislatura, se encargó de la Vicepresidencia Primera de la Cámara Regional.

### Enfermedad y fallecimiento
En enero de 2021, Rodríguez tuvo que ser internada en un hospital de Badajoz luego de presentar complicaciones con el COVID-19. Luego de tres semanas en el centro asistencial, falleció el 21 de febrero a los sesenta años.